# Archeodontozaur
Archeodontozaur (Archaeodontosaurus descouensi) – dinozaur z grupy zauropodów (Sauropoda) o bliżej niesprecyzowanej pozycji systematycznej; jego nazwa znaczy "pradawny ząb jaszczura", ze względu na zęby, które bardziej zbliżają go do prozauropodów.
Żył w epoce środkowej jury (ok. 167-164 mln lat temu) na terenach obecnego Madagaskaru. Długość ciała ok. 15 m, wysokość ok. 5 m, masa ok. 40 t. Jego szczątki znaleziono na Madagaskarze w pobliżu miasta Mahajanga.

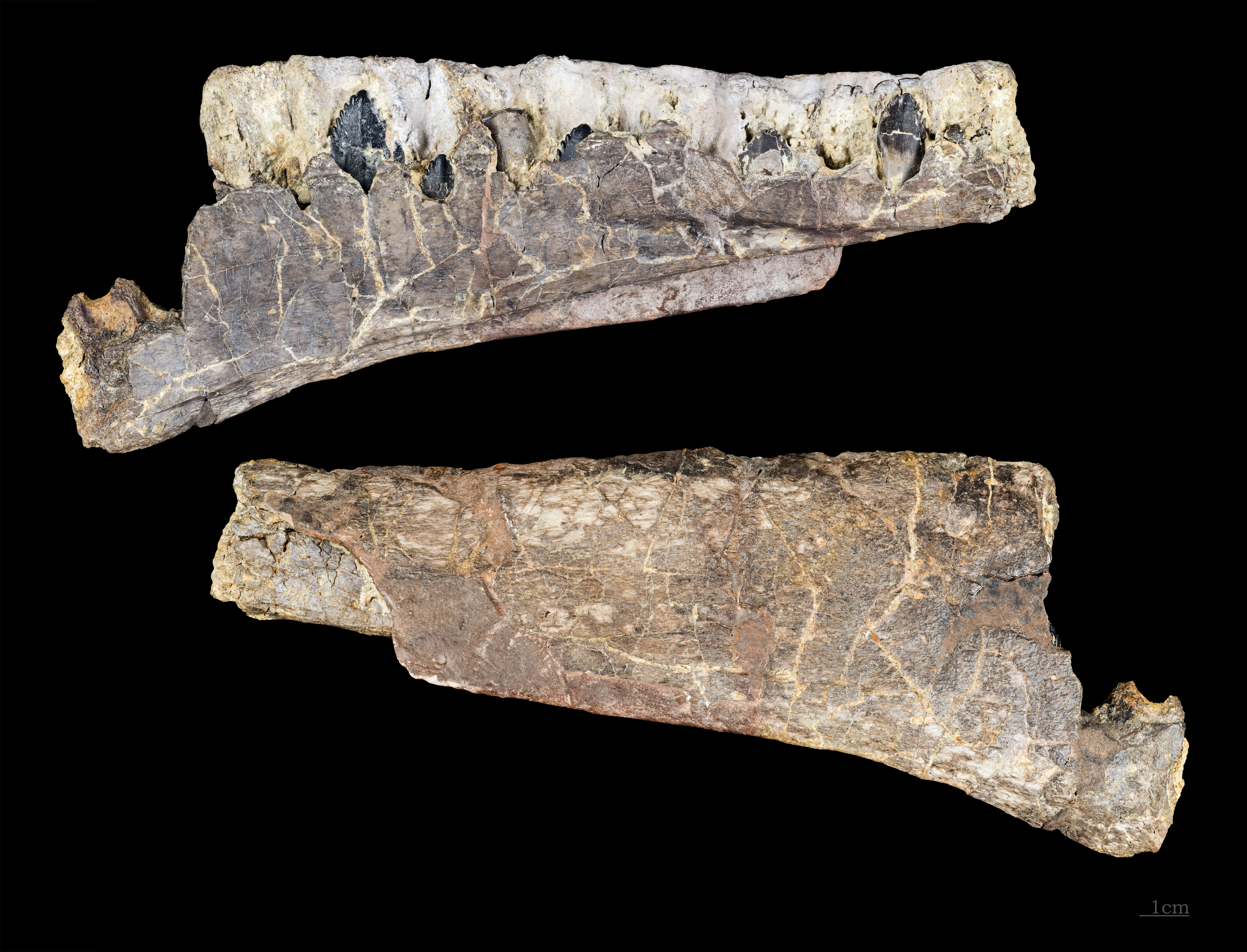
Archaeodontosaurus descouensi

Archeodontozaur stanowił ogniwo pośrednie w ewolucji zauropodów. Jego zęby przypominały jeszcze zęby prozauropodów.